# Abbás II de Persia
Abbás II (Qazvín, 20 de diciembre de 1633-Damghan,  26 (o 5) de octubre de 1666), sah de Persia  de la dinastía de los safávidas, hijo de Safi I y bisnieto de Abbás I. Durante su reinado, que comenzó en 1642, se concertó la paz con el Imperio otomano. Destacó por su tolerancia hacia los grupos cristianos.
El 1645 su visir Saru Taki fue asesinado por un grupo de qizilbash dirigidos por el comandante de este cuerpo (el quṛci-base), uno de los hombres más poderosos del país, pero el sah hizo matar en pocos días a todos los asesinos. Entre sus decisiones cabe mencionar la conversión de varias provincias que eran mamaleks (propiedad del estado) a kassa (dominios de la corona); con las tasas de estas provincias el sah pagaba a sus golams, pero esto dejaba sin recursos a los qizilbash que habían sido la principal fuerza combatiente de la dinastía, y que virtualmente desaparecieron.
Las fronteras del reino no se modificaron durante los 24 años que gobernó, excepto que se incrementaron con la recuperación de Kandahar, que los mogoles habían ocupado durante el reinado de su padre, y que recuperó el 1648. Tres ataques hechos por Aurangzeb para recuperar Kandahar fueron rechazados.
Toleró a los cristianos y todas las sectas islámicas, así como budistas y zoroastrianos, pero persiguió a los judíos; su visir Muhammad Beg decretó que todos los judíos del imperio debían convertirse al islam y unos cien mil lo hicieron pero en secreto siguieron practicando su religión esperando tiempos mejores.
Murió el 25 de septiembre de 1666. Después de una intriga le sucedió su hijo Safi II de Persia el 30 de septiembre.

## Primeros años
Abbas II nació como Soltan Mohammad Mirza en Qazvin el lunes 30 de agosto de 1632. Era hijo del Shah Safi I y la circasiana, Anna Khanum. Era el mayor de cinco hermanos. No se sabe mucho sobre la juventud de Mohammad Mirza, excepto que pasó su juventud en el harén, y fue tutelado por su mentor Rajab Ali Tabrizi. También aprendió a mantener el orden sobre un estado y otros asuntos reales por parte del administrador (nāẓer) de la casa real, Mohammad-Ali Beg, y el jefe de la guardia personal (qurchi-bashi), Jani Beg Khan Shamlu.

## Reinado

### Ascenso y reinado temprano
El 15 de mayo de 1642, en Kashan, Mohammad Mirza fue coronado como sah de Irán y eligió "Abbas II" como nombre dinástico. Tenía menos de diez años cuando se convirtió en shah, por ello  el trabajo de gobernar Persia fue puesto en manos de su madre, Anna Khanum, y del gran visir, Saru Taqi, mientras que Abbas se concentró en su educación en Qazvin. Anna Khanum y Saru Taqi trabajaron en estrecha colaboración, durante su regencia, Irán estuvo en buenas manos. El viajero francés Jean Chardin notó su estrecha relación de trabajo, diciendo: 

El poder de las madres de los reyes persas cobra mucha importancia cuando [shahs] están en una edad temprana. La madre de Abbas II tuvo mucha influencia, la cual fue absoluta. Ella [la reina madre] estaba en estrecho contacto con el primer ministro y se ayudarían mutuamente. Saru Taqi era el representante y confidente de la reina madre; Él reuniría inmensas fortunas para ella. Ella gobernó Persia a su voluntad a través de su ministro.

Transcurrido un año, Abbas II se mudó a la capital, Isfahán. Durante el mismo año, el poderoso general Rustam Khan, se negó a obedecer las órdenes Safavidas y marchó hacia Isfahán para deponer a Abbas II. Sin embargo, Saru Taqi logró que lo mataran en Mashhad.
En 1644, algunas tribus de Bakhtiari se rebelaron contra Abbas II. La rebelión, sin embargo, fue rápidamente reprimida por Saru Taqi. Saru Taqi dirigió una campaña contra la corrupción y, como resultado, se hizo muchos enemigos. El 11 de octubre de 1645 fue asesinado por un grupo de oficiales del ejército. Abbas II luego nombró a Khalifa Sultan como su gran visir el 14 de octubre. Khalifa Sultan al principio rechazó la oferta, pero luego fue rápidamente aceptada. Su capacidad burocrática establecida y su conocimiento pasado fueron definitivamente los factores decisivos en este nuevo nombramiento, aunque puede ser posible que Abbas II lo haya llamado al servicio en parte con el objetivo de comprimir el descontento sobre la escasez de las posiciones dadas a hombres de religión bajo su antecesor.

### Guerra con el Imperio mogol
A diferencia de su padre, Abbas II se interesó activamente en los asuntos gubernamentales y militares una vez que comenzó a gobernar por sí mismo (probablemente alrededor de los 15 años). En el verano de 1648, Abbas II, quien intentó recuperar Kandahar del Imperio mogol, marchó desde Isfahán con un ejército de 40 000 hombres y después de capturar Bost, puso sitio a Kandahar y la capturó el 22 de febrero de 1649. Abbas II luego nombró al ghulam de Georgia ("esclavo militar") Mihrab Khan como el gobernador de la ciudad. Los mogoles intentaron retomar la ciudad en 1651, pero la llegada del invierno los obligó a suspender el sitio.
El gobernante mogol, Shah Jahan, envió a su hijo Aurangzeb con un ejército de 50 000 soldados para recuperar Kandahar. Aunque Aurangzeb derrotó a Abbas II fuera de la ciudad, no pudo tomarla. Su tren de artillería demostró no estar a la altura de la tarea. Aurangzeb intentó tomar la ciudad nuevamente en 1652. Mientras tanto, Abdul Aziz, el gobernante uzbeko de Bujará, había firmado una alianza con Abbas II, y en mayo de 1652, envió 10 000 hombres a Kabul para hostigar las líneas de suministro mogol. Aunque no era lo suficientemente fuerte como para levantar el asedio, el uzbeko amenazó un convoy mogol de 2000 soldados que escoltaban un millón y medio de monedas de plata al ejército del asediador en Kandahar. Después de dos meses de luchar contra la resistencia Safavida, junto con las crecientes actividades de los uzbekos, Aurangzeb se vio obligado a abandonar la campaña. En 1653, los mogoles intentaron tomarla una vez más, pero no lo lograron. La ciudad posteriormente permanecería en manos Safavidas hasta su caída en 1736.

### Eventos en el Cáucaso
En 1651, las tropas Safavidas se enfrentaron con las del Zarato ruso en el norte del Cáucaso, en la conocida como la guerra ruso-persa de 1651-1653. La principal causa fue la expansión de una guarnición rusa en el río Koy Su, así como la construcción de varias fortalezas nuevas, en particular la construida en el lado iraní del río Terek. El gobierno Safavida envió tropas y destruyó la fortaleza mientras expulsaba a su guarnición rusa. Pronto, sin embargo, otro conflicto en el frente oriental de la guerra había comenzado. Al mismo tiempo, el gobierno ruso envió una embajada, encabezada por el cortesano Ivan Lobanov-Rostovsky y el administrador Ivan Komynin, a Isfahán para buscar una solución pacífica a la guerra. Abbas II estuvo de acuerdo con la oferta del acuerdo ya que quería resolver primero el problema en los territorios del lejano oriente. La guerra terminó sin mayores ganancias territoriales, pero los Safavidas lograron aumentar su influencia en el norte del Cáucaso.
En 1654, Abbas II nombró al príncipe georgiano Vakhtang V como el gobernante de Georgia.
En 1659, el Reino de Kajetia se alzó contra el gobierno iraní, en lo conocido como el Levantamiento de Bakhtrioni, debido a un cambio de política que incluyó el asentamiento de las tribus turcomanas Qizilbash en la región. Esta acción fue implementada por el gobierno de Abbas II por varias razones. Una de ellas fue la necesidad de repoblar la provincia, ya que las deportaciones masivas del Shah Abbas I de entre 130 000 y 200 000 súbditos georgianos a las tierras centrales de Persia y la masacre de otros miles en 1616 dejaron a esta parte de la provincia sustancialmente despoblada. Otra era vigilar a los nobles inquietos. Otra razón más se debió al hecho de que las posesiones en Georgia estaban geográficamente cerca de la provincia de Daguéstan. Desde Daguéstan, los merodeadores de Lezgian organizaban frecuentemente incursiones en partes de los dominios Safavidas en el noroeste, incluida la Georgia safávida. Finalmente, también se decidió como una medida contra Rusia, que había aumentado su presión sobre Daghestan, una provincia vecina de la provincia de Georgia. De todos modos, la autoridad iraní se restauró en Kajatia, pero se impidió que los turcos de Qizilbash se establecieran en ella.

## Muerte y sucesión
El reinado de Abbas II fue relativamente pacífico y fue significativo por estar libre de cualquier ataque otomano. Abbas II, al igual que su bisabuelo Abbas I, fue famoso por la construcción de muchos edificios, como el famoso Chehel Sotoun en Isfahán. Murió en Khosrowabad, cerca de Damghan, la noche del 25 al 26 de octubre de 1666, y fue enterrado junto a su padre en Qom. Fue sucedido por su hijo Solimán I.